# 103-я улица (линия Бродвея и Седьмой авеню, Ай-ар-ти)
|   |   |   |   |   |
| · | · | · | · | · |

|   |   |   |   |   |
| · | · | · | · | · |

«103-я улица» (англ. 103rd Street) — станция Нью-Йоркского метрополитена, расположенная на линии Бродвея и Седьмой авеню, Ай-ар-ти.  На станции останавливается маршрут 1 (круглосуточно). Она представлена двумя боковыми платформами, обслуживающими два локальных пути (экспресс-путь не используется для регулярного движения поездов).
Станция была открыта 27 октября 1904 года в составе первой очереди сети Interborough Rapid Transit Company (IRT). В это время поезда ходили от станции City Hall до 145th Street.
Станция фигурирует в фильме «Чёрный лебедь» (2010) с Натали Портман, а также в книге Уильяма Сьюарда Берроуза «Джанки».
- Именная мозаика
- Картуш с числом "103"